# Anna Birulés
Anna María Birulés i Bertran (ur. 28 czerwca 1954 w Sewilli) – hiszpańska i katalońska ekonomistka oraz polityk, w latach 2000–2002 minister nauki i technologii.

## Życiorys
Ukończyła studia ekonomiczne na Uniwersytecie Barcelońskim, na którym później się doktoryzowała. Uzyskała również magisterium na Uniwersytecie Kalifornijskim w Berkeley. W czasach studenckich działała w katalońskiej partii socjalistycznej PSUC, później pozostała bezpartyjna, blisko współpracując z Partią Ludową. Pracowała w departamencie przemysłu Generalitat de Catalunya. Był dyrektorem instytucji CIDEM (zajmującej się rozwojem biznesu) i COPCA (zajmującej się promocją katalońskiego handlu). W 1990 przeszła do pracy w banku Sabadell. W 1997 objęła stanowisko dyrektora generalnego przedsiębiorstwa telekomunikacyjnego Retevisión, przeprowadziła restrukturyzację tego przedsiębiorstwa, które poszerzyło zakres usług m.in. w branży internetowej i telewizji kablowej.
W kwietniu 2000 dołączyła do drugiego rządu José Maríi Aznara, w którym objęła stanowisko ministra nauki i technologii. Zakończyła urzędowanie w lipcu 2002, kiedy to zastąpił ją Josep Piqué. Po odejściu z rządu powróciła do działalności w biznesie, powoływana w skład organów zarządzających, nadzorczych i doradczych różnych przedsiębiorstw m.in. sektora bankowego.